# Consolidated Aircraft Corporation
Consolidated Aircraft Corporation est un constructeur aéronautique américain fondé en 1923.

## Historique
En 1929, elle rachète Thomas-Morse Aircraft (en).
En 1930, Ray P. Whitman, un des pionniers de l'aviation et fondateur de Bell Aircraft, devient vice-président de l'entreprise.
En 1943, la compagnie fusionne avec Vultee Aircraft pour donner Convair.

## Avions
- Consolidated PT-1 Trusty (1923)
- Consolidated NY (1925)
- Consolidated PT-3  (1927)
- Consolidated O-17 Courier (1927)
- Consolidated Fleetster (1929)
- Consolidated Commodore (1930)
- Consolidated PT-11 (1931)
- Consolidated XB2Y (1933)

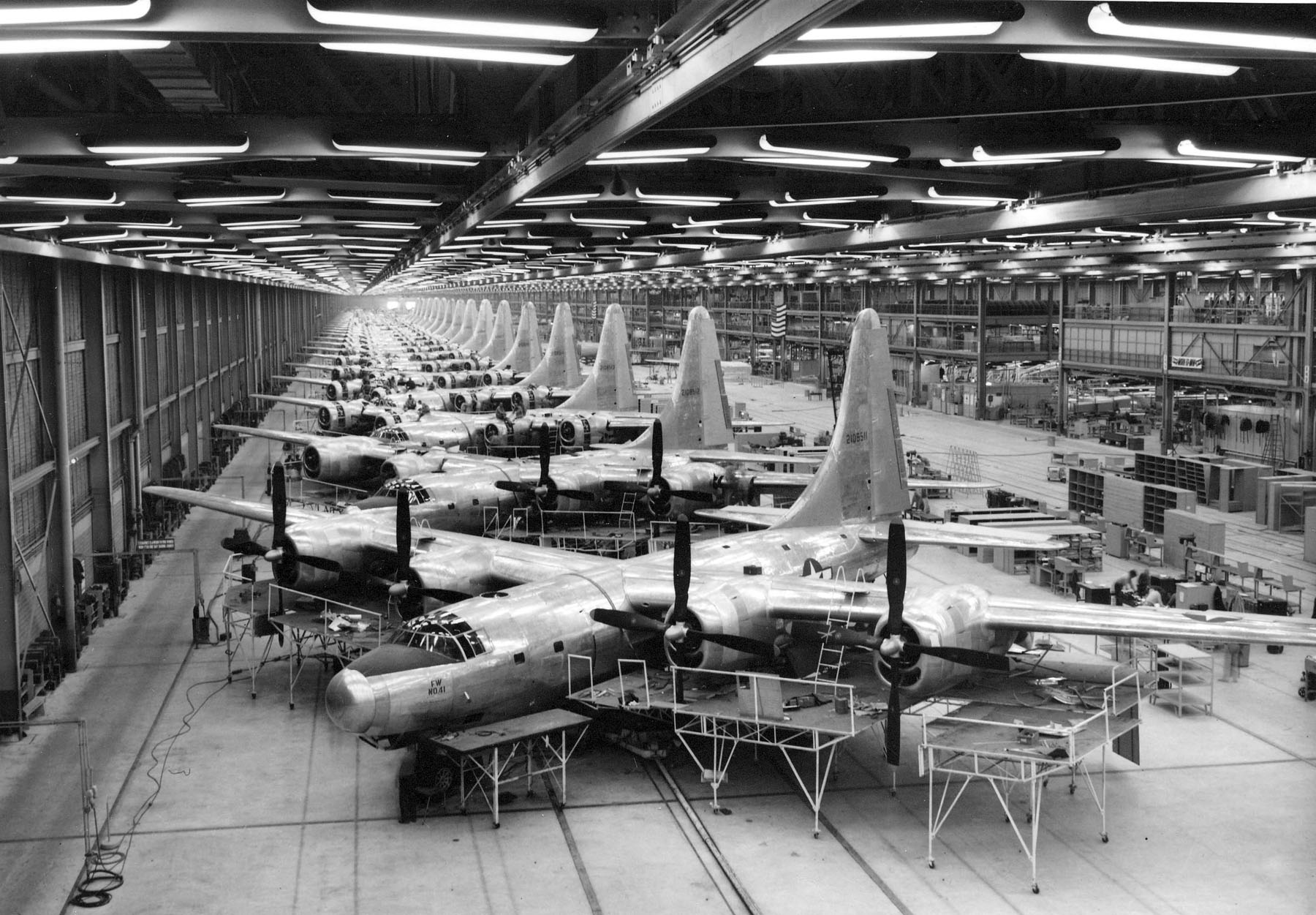
TB-32 en cours d'assemblage à l'usine Consolidated de Fort Worth.

- Consolidated P-30, A-11, Y1P-25 (1934)
- Consolidated P2Y
- Consolidated PBY Catalina (1936)
- Consolidated PB2Y Coronado (1937)
- Consolidated XPB3Y pas fabriqué
- Consolidated XP4Y Corregidor ou "Model 31" (1939)
- Consolidated B-24 Liberator (1939)
  - Consolidated XB-41 Liberator
  - Consolidated XB-24
  - Consolidated PB4Y-1 Liberator US Navy
  - Consolidated C-87 Liberator Express
  - C-109 Liberator
  - Consolidated Liberator I
  - Consolidated PB4Y-2 Privateer (1944)
- Consolidated TBY Sea Wolf (1941)
- Consolidated B-32 Dominator (1942)
- Consolidated R2Y (1944)